# Église Saint-Martin de Courtisols
L'église de Courtisols, dans le département de la Marne, en France, est dédiée à Martin de Tours.

## Histoire
L'église Saint-Martin est mentionnée pour la première fois dans le polyptyque de l'abbaye Saint-Remi de Reims, au IXe siècle. Cet ancien édifice a aujourd'hui disparu.
L'église actuelle, inscrite aux monuments historiques, possède une nef romane charpentée de la première moitié du XIIe siècle, dont les murs sont percés de fenêtres en plein cintre. Elle fut reprise au XVIe siècle et dotée de chapiteaux historiés soigneusement sculptés (chimères, centaures, anges, sirènes, un homme et une femme les bras enlacés, des hommes caressant le visage d'une jeune fille, une femme ayant un homme sur les épaules et lui tenant les jambes ; un ange tenant un écusson portant le monogramme du Christ IHS etc.).

## Description
De même, le transept du XIIe siècle fut remanié en 1520 par Guichard Antoine, comme l'atteste l'inscription « LAN MILLE V C ET XX GUICHARD ATOIE ICI ME MIST ». Il porte une belle tour carrée romane à ouvertures géminées en plein cintre. Le chœur gothique à abside polygonale, avec deux chapelles rectangulaires, était achevé vers 1200. Les collatéraux ne sont pas contemporains : celui du sud est flamboyant ; celui du nord, de style Renaissance et achevé en 1555, fut construit par deux maîtres-maçons (Pierre Bernard et Arthur Clavyer), trois tailleurs de pierre (Jean Laurent, Nicolas Legendre et Jean Rossy), tous les cinq de Châlons, et un certain Pierre Laurent dit Gobillart, de l’Épine, dont le métier n'est pas précisé. La façade est percée, comme la nef, de trois portails d'époque différente.

## Quelques vues

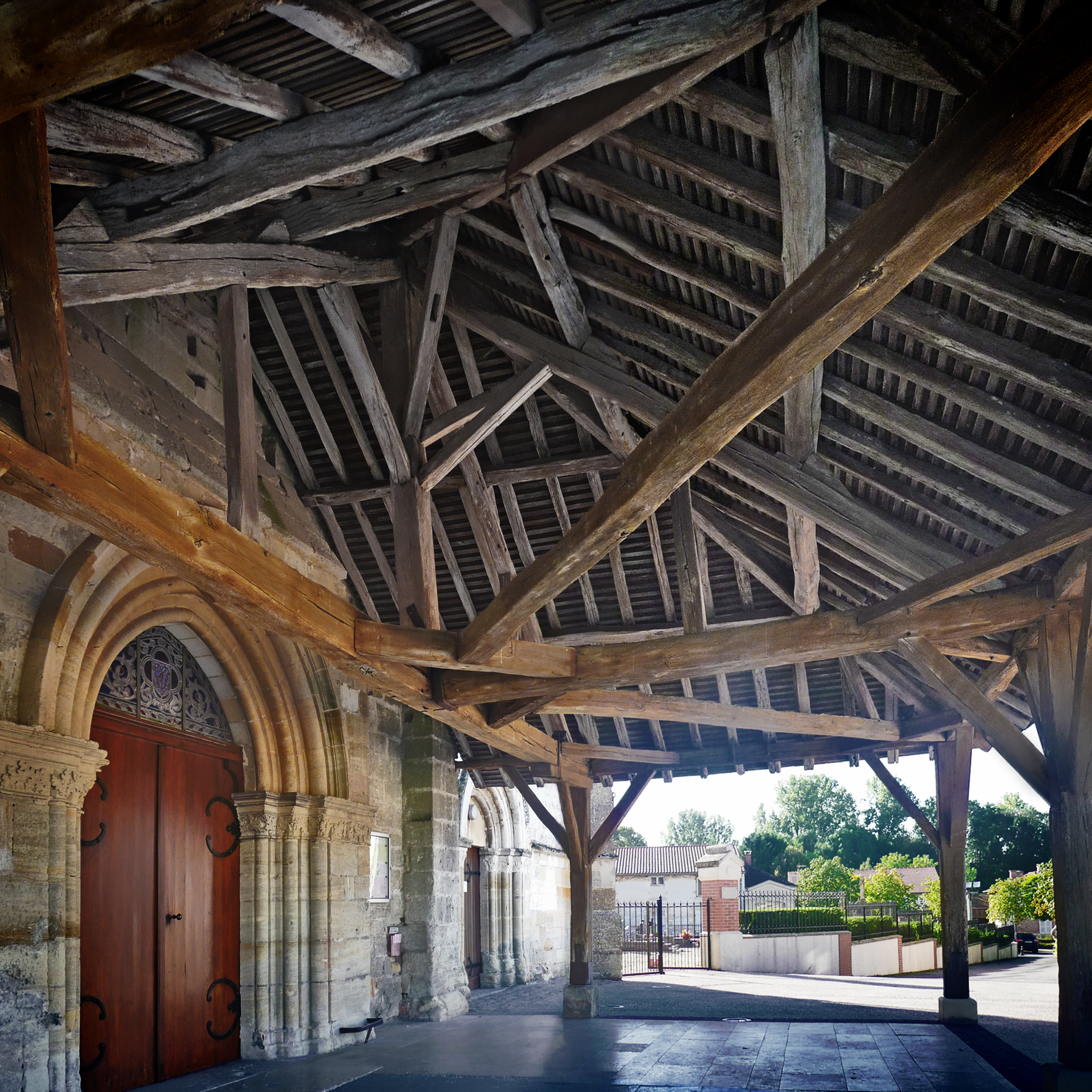
Le grand porche.
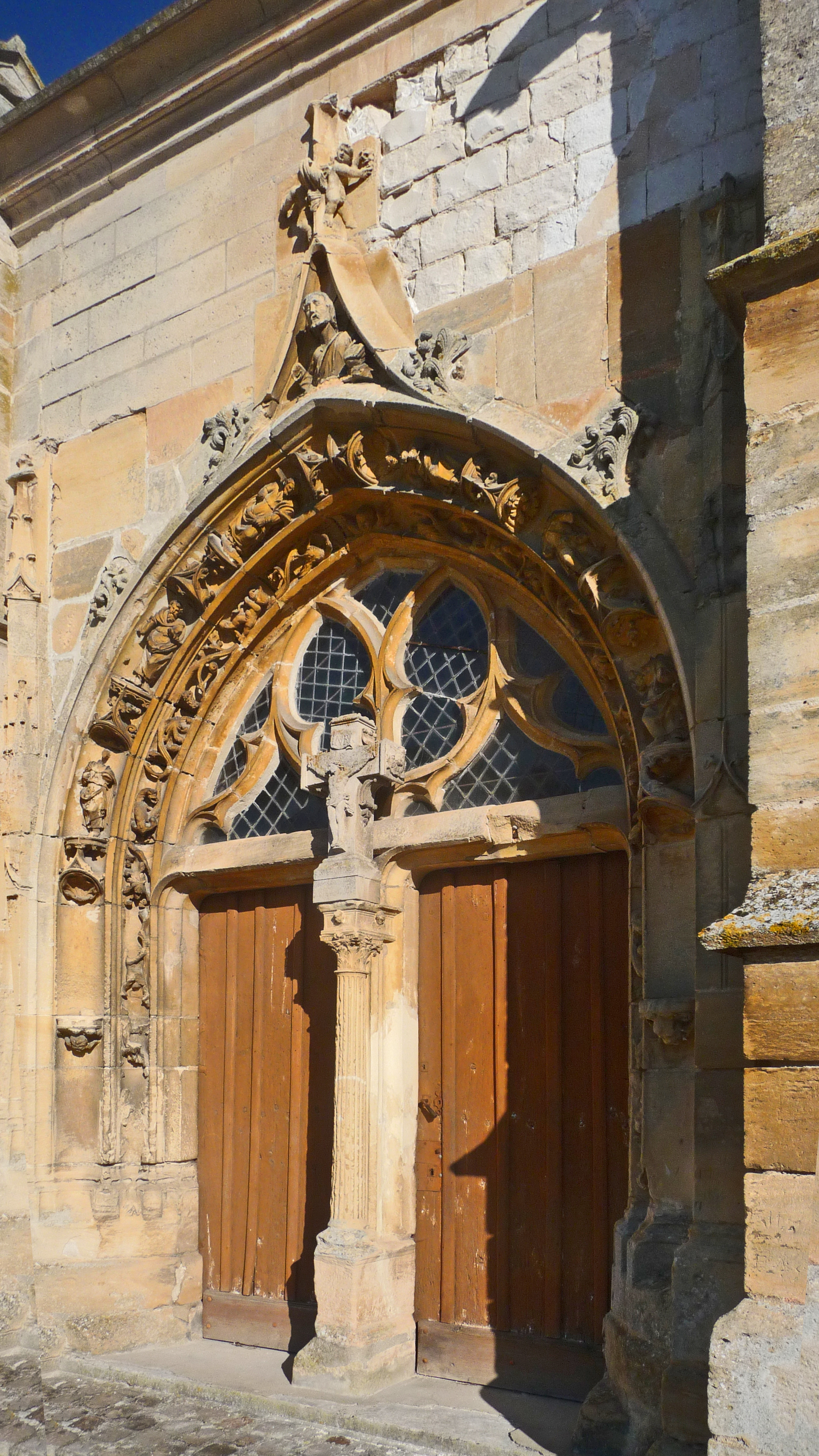
Portail latéral.
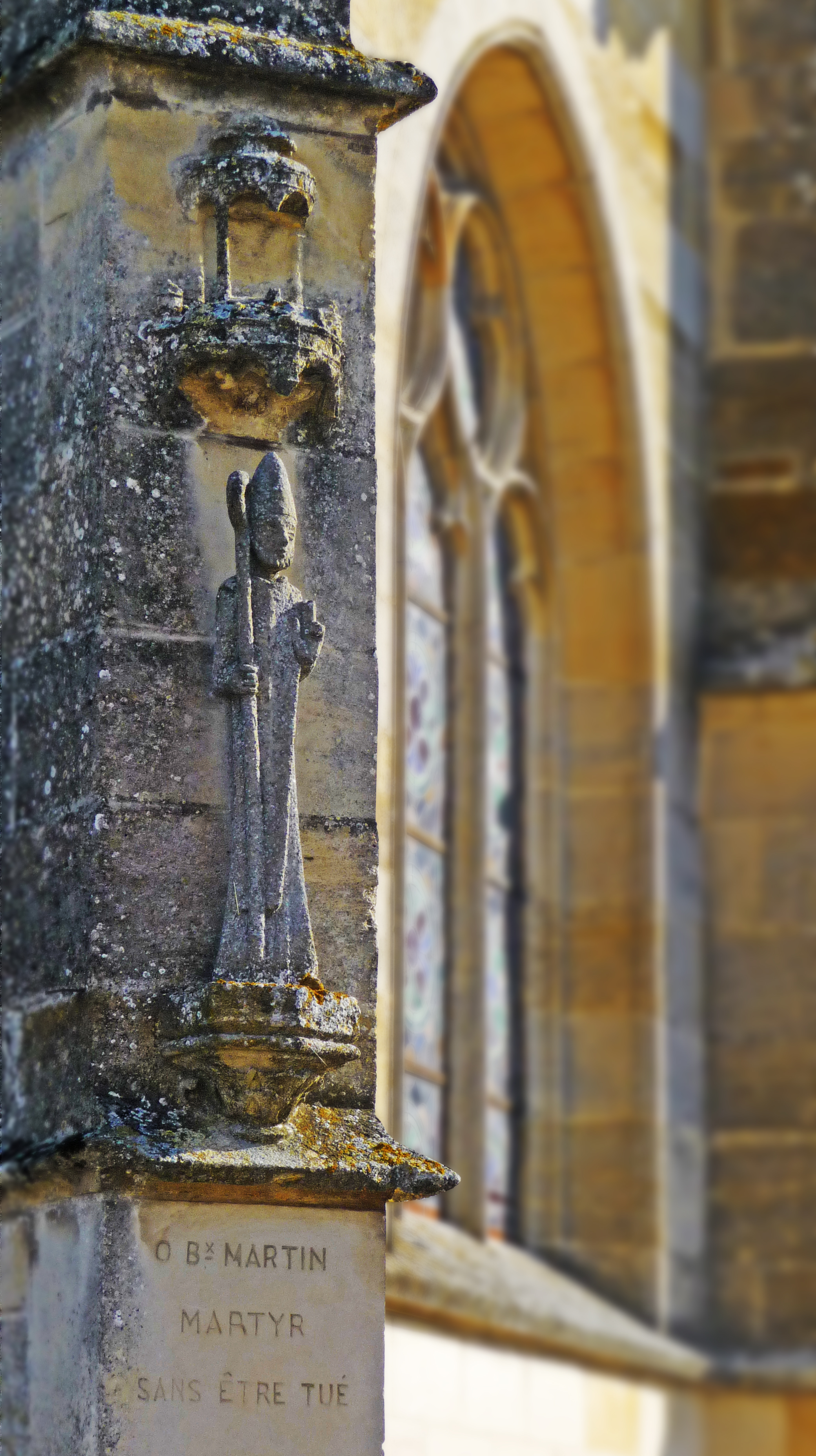
Statue de saint Martin.